# مجدب (السياني)

تعديل مصدري - تعديل

مجدب هي إحدى قرى عزلة العربيين بمديرية السياني التابعة لمحافظة إب، بلغ تعداد سكانها 425 نسمة حسب تعداد اليمن لعام 2004.